# المشراق (البصرة)
المشراق منطقة سكنية عريقة بمدينة البصرة بجنوب العراق، مساحتها 31.9 هكتاراً، كان في سنة 2009 عدد مساكنها 2243 وعدد سكانها 16358 ساكناً،  يُسمّى جزء منها المشراق القديم وجزء آخر المشراق الجديد والعباسي.

## السكان
كانت البصرة القديمة التي أنشأها عتبة بن غزوان قد انتقل منها إلى المشراق أولاً رؤساء قبيلة المنتفق أسرة آل مغامس المنتسبين إلى شيخهم مغامس بن صقر بن يحيى المنحدرين من ذرية الشيخ شبيب بن فضل (الفضلي)، وتبعتهم الأسر الكبيرة مثل الأسرة الرفاعية وأسرة باش أعيان العباسية، وشرع آل مغامس في عهد أميرهم مهنّا بن رحمة في تشييد قلعة في المشراق لتصبح مقراً لحكمهم وذكر عبد القادر باش أعيان أن جدَّه الأعلى الشيخ عبد السلام الأول اتخذها محلّةً له ولعائلته وسمّاها المشراق في بداية القرن السادس عشر تقريباً، وبنوا فيها جامع الكواز، توطّنَ الصابئة في المشراق في أواخر القرن الثامن عشر وبداية القرن التاسع عشر بالبصرة وكانت المشراق من مناطق سكنهم.
في سنة 2010 كان في المشراق مساكن متجاوزة، عددها 918 مسكناً، يسكنها 5520 ساكناً. وفي سنة 2013 كان عدد المساكن المتجاوزة 646 مسكناً في المحلة رقم 315 بالمشراق.

## جوامعها
- جامع الكواز، وهو أول جامع أُسّسَ في البصرة الجديدة في سنة 810 الهجرية تقريباً.[6] أسسه علي الساري من ذرية العباسيين، الذي انتقل من البصرة القديمة غرباً إلى البصرة الجديدة شرقاً، وأنشأ منطقة ليسكن فيها هو أسرته، وسمّاها (المشراق) تيمناً باسم الحي الذي كانت تسكنه أسرتهم في البصرة القديمة،[7] وقيل أنشئ سنة 920 الهجرية الموافقة 1514 الميلادية.[8]
- مسجد الغنامة.
- جامع الحدادة.
- جامع محمد بن عطيوي.

## معالم
- مرقد الشيخ عبد الله الكواز.[9]
- مدرسة الشيخ محمد المجموعي في محلة المجموعة بالمشراق، وذُكر أن المجموعة محلّة كبيرة قديمة مندرسة كانت ذات نشاط تجاري وسكاني ملاصقة لمحلة المشراق، اندرست محلة المجموعة بعد أن اندرسَ نهر حسن الذي كان يجري فيها.[10] وكان للبصرة خمسة أبواب كبيرة، منها "باب المجموعة وباب السراجي وباب الزبير وهذه الأبواب الثلاثة تقع في جهتها الجنوبية الغربية".[11] ومعظم هذه الأبواب أخذت أسماءها من الأماكن التي تبدأ منها أو تؤدي إليها.[12]

## خدمات
- مستشفى المواساة الأهلي، في المشراق الجديد.[13]